# (1600) Vyssotsky
(1600) Vyssotsky es un asteroide que forma parte del cinturón interior de asteroides y fue descubierto por Carl Alvar Wirtanen el 22 de octubre de 1947 desde el observatorio Lick del monte Hamilton, Estados Unidos.

## Designación y nombre
Vyssotsky recibió al principio la designación de 1947 UC.
Más adelante se nombró en honor del astrofísico ruso Aleksandr Vysotski (1888-1973).

## Características orbitales
Vyssotsky está situado a una distancia media de 1,849 ua del Sol, pudiendo alejarse hasta 1,918 ua. Tiene una excentricidad de 0,03735 y una inclinación orbital de 21,17°. Emplea en completar una órbita alrededor del Sol 918,3 días. Pertenece al grupo asteroidal de Hungaria.